# Worthville (Pennsilvània)
Worthville és una població dels Estats Units a l'estat de Pennsilvània. Segons el cens del 2000 tenia 85 habitants.

## Demografia
Segons el cens del 2000, Worthville tenia 85 habitants, 31 habitatges, i 24 famílies. La densitat de població era de 182,3 habitants per km².
Dels 31 habitatges en un 35,5% hi vivien nens de menys de 18 anys, en un 67,7% hi vivien parelles casades, en un 12,9% dones solteres, i en un 19,4% no eren unitats familiars. En el 12,9% dels habitatges hi vivien persones soles el 6,5% de les quals corresponia a persones de 65 anys o més que vivien soles. El nombre mitjà de persones vivint en cada habitatge era de 2,74 i el nombre mitjà de persones que vivien en cada família era de 2,88.
Per edats la població es repartia de la següent manera: un 28,2% tenia menys de 18 anys, un 4,7% entre 18 i 24, un 28,2% entre 25 i 44, un 20% de 45 a 60 i un 18,8% 65 anys o més.
L'edat mediana era de 36 anys. Per cada 100 dones de 18 o més anys hi havia 96,8 homes.
La renda mediana per habitatge era de 35.625$ i la renda mediana per família de 28.750$. Els homes tenien una renda mediana de 23.958$ mentre que les dones 16.875$. La renda per capita de la població era de 14.542$. Cap de les famílies i el 2,2% de la població estaven per davall del llindar de pobresa.

## Poblacions properes
El següent diagrama mostra les poblacions més properes.